# Devonte Patterson
Devonte Dawayne Patterson (ur. 1 listopada 1996 w Bridgeport) – amerykański koszykarz, występujący na pozycji niskiego skrzydłowego, obecnie zawodnik Grand Rapids Gold. 
18 grudnia 2020 został zwolniony przez Dallas Mavericks.

## Osiągnięcia
Stan na 31 grudnia 2021, na podstawie, o ile nie zaznaczono inaczej.
NCAA
- Uczestnik rozgrywek turnieju NCAA (2019)
- Mistrz:
  - turnieju konferencji Southwestern Athletic (SWAC – 2019)
  - sezonu regularnego SWAC (2019, 2020)
- Koszykarz roku konferencji SWAC (2020)[4]
- Zaliczony do I składu:
  - SWAC (2019, 2020)
  - turnieju SWAC (2019)
- Zawodnik kolejki SWAC (11.02.2020)